# Marco Cingolani
Pour les articles homonymes, voir Cingolani.
Marco Cingolani, né en 1961 à Côme, est un peintre italien.

## Biographie
Marco Cingolani est né en 1961 à Côme.
En 1978, il a déménagé à Milan et à fréquenté l'environnement créatif underground, où l'art se mêlait à la mode et à la musique punk, en collaboration avec plusieurs artistes de la scène milanaise, tels que Alessandro Pessoli, Massimo Kaufmann et Stefano Arienti. Cette période marque un changement dans sa poétique artistique. 
Il fréquente un lycée artistique et l'Académie des beaux-arts de Brera où il obtient son diplôme en 1984.
Cingolani commence à inclure dans ses peintures des remarques et des critiques sur la réalité contemporaine, et comment elle est représentée par les médias. Les plus célèbres sont les series liées aux thèmes sociaux et chroniques, comme par exemple, la série de Le Interviste (les Entrevues), L'Attentato al Papa (la Tentative d'assassinat du Pape) et L'Assassinio di Aldo Moro (l'assassinat de Aldo Moro).
Il vit et travaille à Milan, où il enseigne peinture à l'Académie de Brera. Il a exposé dans plusieurs institutions telles que le Musée Pecci à Prato, le Palazzo Strozzi à Florence, S.M.A.K. à Gand et au PAC de Milan et au GAMeC de Bergame. En 2009, il a exposé à la 53eme Biennale de Venise organisée par Luca Beatrice et Beatrice Buscaroli. En 2011, pour son 50e anniversaire, la ville de Côme a lui consacré une exposition dans trois sites institutionnels (Broletto, Pinacoteca Civica, Biblioteca Comunale). La dernière exposition personnelle, intitulée Uncanny Zone a eu lieu en 2015 à la galerie Thomas Brambilla à Bergame, en Italie.

## Expositions
- 2017 : MIAs Mid-career Italian Artists, Biasutti Giampiero Art Studio For '900, Turin, Italie, édité par Roberto Brunelli
- 2015 : Solo Show, galerie Thomas Brambilla[9], Bergame, Italie
- 2012 : Musée Pecci, Milan, Italie[10]
- 2011 : Solo Show, Ville de Côme, Broletto, Galerie d'Art Civique et Bibliothèque Municipale, Côme, Italie[11],[12]
- 2010 : Ibrido. Genetica delle forme d’arte, PAC Pavillon d'art contemporain, Milan, Italie, édité par Giacinto Di Pietrantonio
- 2009 : Pavillon Italie, Biennale de Venise [13], Venice, Italie, édité par Luca Beatrice et Beatrice Buscaroli
- 2007 : Arte Italiana 1968-2007 Pittura, Palais Royal, Milan, Italie, édité par Vittorio Sgarbi
- 2007 : GAMeC, Bergame, Italie
- 2005: La Quadriennale, Rome, Italie[14]
- 2002 : Palais Strozzi, Florence, Italie
- 2002 : Palais du Promoteur des Beaux-Arts, Turin, Italie
- 1998 : Palais S.Giovanni in Monte, Bologne, Italie
- 1996 : Villa Olmo, Côme, Italie